# Aristolochia hypoglauca
Aristolochia hypoglauca là một loài thực vật có hoa trong họ Aristolochiaceae. Loài này được Kuhlm. mô tả khoa học đầu tiên năm 1936.